# Kansspelbelasting
De kansspelbelasting (niet te verwarren met de kansspelheffing) is in Nederland een directe belasting die door de rijksoverheid op kansspelen wordt geheven. De belasting wordt geheven op grond van de Wet op de kansspelbelasting (Wet KSB) en hoofdstuk VIIa van de Belastingwet BES.
Er moeten hier geen specifieke intellectuele kennis of vaardigheden vereist zijn. Het toeval moet bepalen of een prijs uitgekeerd wordt. Zo niet, dan zal de prijs niet onder de kansspelbelasting, maar onder de inkomstenbelasting vallen. Ook als iemand een zeer simpele vraag moet beantwoorden en de prijs "onder de goede inzendingen zal worden verloot", is deze belast.
Afhankelijk van het soort kansspel geldt voor de grondslag van de kansspelbelasting het loterijregime of het casinoregime. Het tarief is gelijk: in 2024 30,5%, in 2025 34,2%, in 2026 37,8%. Voor andere kansspelen dan hieronder genoemd, ook die op afstand, geldt ook het loterijregime of het casinoregime. In sommige gevallen moet de winnaar zelf aangifte doen, zoals bij het winnen van een prijs bij een illegale kansspelorganisatie die geen belasting afdraagt.

## Loterijregime
Het volgende (loterijregime) betreft kansspelen waarbij artikel 1, eerste lid, onderdeel c en d, van de Wet op de kansspelbelasting van toepassing is. Dit betreft binnenlandse kansspelen, niet zijnde casinospelen, kansspelautomatenspelen of kansspelen die via internet worden gespeeld, en buitenlandse kansspelen, niet zijnde kansspelen die via het internet worden gespeeld (voor zover de deelnemers in Nederland wonen of gevestigd zijn).
De legale mogelijkheden betreffen loterijen, de voetbaltoto, en harddraverijen en paardenrennen.

### Vrijstelling
Alleen prijzen groter dan € 449 worden belast. Als iemand meer dan één prijs wint in één kansspel worden alle gewonnen prijzen samen als één prijs beschouwd. Als een groep deelnemers samen een prijs wint, wordt dat als één prijs beschouwd.

### Belastingplichtige
De belastingplichtige is de prijswinnaar, maar een Nederlandse organisator is verplicht de belasting in te houden en af te dragen; ze keren dus nettoprijzen uit, en dus minder dan de brutoprijzen die vaak bij de werving genoemd worden. Wie een prijs wint in een buitenlands kansspel moet daarvan zelf aangifte doen op het aangiftebiljet kansspelbelasting.

### Tarief
Het tarief is anno 2025 34,2% van de grondslag. De grondslag is de brutoprijs, ongeacht de inleg, behalve als die hoger was dan de prijs (dit laatste kan in het geval van een loterijprijs van meer dan € 449 alleen aan de orde zijn als een lot meer dan € 449 kost, wat niet veel voorkomt). Een Nederlandse organisator houdt dit in en draagt dit af, de winnaar ontvangt de resterende 65,8%.
Een prijs kan echter ook 'belastingvrij' worden uitgekeerd. De verstrekker van de prijs betaalt dan de belasting. De belastingdienst gaat dan uit van een brutoprijs van 100/65,8 van de nettoprijs (brutering), zodat de belasting 34,2/65,8 (ongeveer 52%) van de nettoprijs bedraagt.
Bij een bruto prijs tussen de € 449 en € 646 is de netto prijs minder dan bij een prijs van € 449. Loterijen vermijden daarom vaak zulke prijzen.

#### Geschiedenis
Het tarief was tot 2006 25%. Op 1 januari 2006 werd het tarief verhoogd naar 29% en per 1 januari 2018 naar 30,1%. De verhoging van de kansspelbelasting was bedoeld als compensatie voor de inkomsten die de Staat misloopt door het afschaffen van de belastingheffing over de ontvangen schenkingen van goede doelen. De belastingverhoging was bedoeld voor een periode van 1 jaar. Op 1 oktober 2021 is het tarief weer verlaagd naar 29%. Het tarief is per 1 januari 2023 verhoogd naar 29,5%, en op 1 januari 2024 naar 30,5%.

### Gewonnen goederen
Ook over gewonnen goederen (zoals een auto) met een waarde van meer dan € 449 moet kansspelbelasting betaald worden. De waarde van de prijs wordt bepaald door de waarde van de prijs in het economische verkeer, gewoonlijk is dit de winkelwaarde. Als iemand dus een auto wint die in de showroom een waarde heeft van € 20.000 dan moet er € 5.900 (29,5% van € 20.000) aan de Belastingdienst betaald worden door de ontvanger van de prijs.
Als de organisator van het kansspel de belasting betaalt vindt weer brutering plaats als boven.

## Casinoregime
Bij een casinospel, een kansspelautomatenspel en binnenlandse kansspelen die via  internet worden gespeeld (artikel 1, eerste lid, onderdeel a en b, van de Wet op de kansspelbelasting) geldt een heel ander systeem (casinoregime): de exploitant is kansspelbelasting verschuldigd met als grondslag zijn bruto winstmarge (de inzetten, verminderd met de prijzen, inclusief de eventuele teruggave van de inzet). Dit gebeurt zowel om praktische redenen als om relatief kleine verschillen tussen inzet en gemiddelde netto uitkering (bij roulette vaak 2,7% via de 0 (zero), en zelfs maar 1,35% bij het spelen van "enkelvoudige kansen") ook in het geval van grotere prijzen mogelijk te maken. De andere grondslag hangt samen met de snelle opeenvolging van achtereenvolgende spelen, het heen en weer gaan van inzetten en uitkeringen tussen spelers en bank en de meer actieve rol van de spelers bij het spel, onder meer tot uiting komend in de wijze waarop zij hun inzetten doen. Men spreekt bij loterijen van trekkingen waarbij  bepaalde prijzen te winnen zijn, bij casinospelen spreekt men van een avond roulette of van een speelperiode, gedurende welke per saldo winst wordt genoten of verlies wordt geleden.

## Caribisch Nederland
In Caribisch Nederland wordt een kansspelbelasting geheven van 10%, met grondslag als boven (loterijregime of casinoregime). Bij het loterijregime zijn prijzen tot 600 Amerikaanse dollar vrijgesteld.